# Buyina yeatesi
Buyina yeatesi is een spinnensoort uit de familie Desidae. De soort komt voor in Queensland.